# 리메스 아라비쿠스
리메스 아라비쿠스(Limes Arabicus)는 로마 제국의 사막 국경 지대이며, 주로 아라비아 페트라이아에 있다. 최대 범위 시에 아카바만에서 북동쪽으로 대략 1,500km가 이어저, 시리아 북부에 이르고 방대한 로마의 리메스 체계의 일부를 형성했다. 이 국경 지대는 몇 개의 요새와 감시탑 등이 있었다.
이 방범용 '리메스'의 동기는 아라비아 사막의 야만 부족들의 공격에서 로마의 아라비아 속주를 보호하기 위한 것이었다. 그럼에도 주된 목적은 논쟁의 대상이며, 아랍 부족들의 공격을 막거나 강도들한테서 교역로를 보호하는 데 사용되었을 수 있다.
리메스 아라비쿠스 이전에, 트라야누스 황제는 보스라에서 홍해에 있는 아일라까지 430km 거리의 트라이아나 노바 가도라는, 핵심 도로를 건설했다. 서기 111년과 114년 사이에 지어진, 이 도로의 주 목적은 부대 이동 및 정부 관료들의 효율적인 수송을 제공하는 것과 더불어 아라비아반도의 대상들을 촉진하고 보호하기 위한 것이었을 것이다. 도로 건설 작업은 하드리아누스 황제 때 완료되었다.

## 요새 시설
세베루스 왕조 (서기 193–235년) 기간, 로마인들은 아라비아 국경 지대의 방어 시설을 강화했다. 이들은 와디 시르한 끝쪽 북서쪽에 카스트라(요새) 몇 채를 건설했고, 도로망을 정비했다. 주요 요새는 카스르 아즈라크가 있었고, 또다른 요새로는 페트라에서 아일라까지 연결하는 트라이아나 노바 가도가 지나가는 곳에 위치한 후메이마 (라틴어: Auara)에 서기 2세기 말부터 있던 곳이며, 보조군이 500명까지 주둔할 수 있었다. 이곳은 아마 4세기 쯤에 버려진 것으로 보인다.

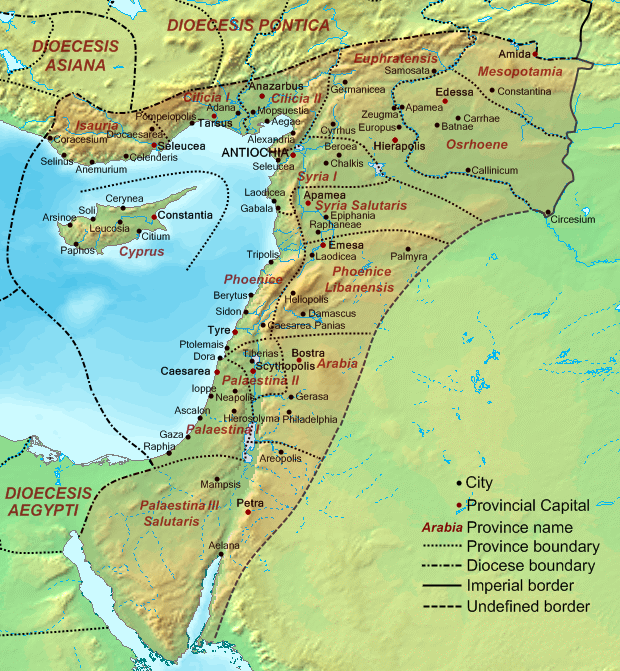
서기 400년경의 동방 대관구

Praetorium Mobeni (Qasr Bshir): 요르단에 있는 로마 후기의 quadriburgium

디오클레티아누스 황제는 아라비아의 남쪽 지역을 팔라이스티나로 구역을 변경하며 옛 아라비아 속주를 분할하였다. 이후 4세기에, 팔라이스티나는 세 속주로 나뉘었고, 남쪽 지역은 머지않아 팔라이스티나 테트리아라고 불렸다. 각 속주는 행정권을 지닌 프라이세스, 군사권을 지닌 둑스의 관리를 받았다.
디오클레티아누스는 트라이아나 노바 가도 동쪽에 있는 사막의 경계를 따라 다수의 카스텔룸과 요새들을 건설하며, 이 지역에 대한 군비 확장에 나섰다. 이 방어선은 다마스쿠스 남쪽에서 와디 알하사까지 뻗어 있었다. 와디 무지브에서 와디 알하사에 이르는 지역에는 카스텔라 네 채와 군단 주둔지 하나가 있었다. 아일라(아카바)에 있는 홍해까지 이어지는, 와디 알하사의 남쪽 국경 지대는 '리메스 팔라이스티나'(Limes Palaestina)라고 불렸을 수 있다. 이 지역에서, 카스텔룸 10채와 군단 주둔지 한 곳이 확인되었다. 리메스 팔라이스티나는 지중해의 라파에서 사해로 이어지는, 네게브 사막 북부에 있는 연속된 요새 시설과 도로들 혹은 팔라이스티나 속주들의 군 통수권자들(dux Palaestinae)의 군 통제하에 있는 지역들을 나타내는 것일 수도 있다.

## 인원
방어선 및 통제력을 구축할 목적으로 100km마다 카스트라가 있었으며, 이 방어선의 남쪽 지역, 페트라 바로 동쪽에 있는 아드루(우드흐루흐, اذرح)라는 곳에 군단 요새가 있었다. 이곳에 디오클레티아누스의 명으로 라이윤(현재 이스라엘)에서 이동한 페라타 제6군단이 주둔했을 것이다. 크기(4.9 헥타르)와 형태 면에서 베토루스(현재 요르단의 알라이윤)와 유사했고, 와디 무집의 남쪽인 모아브 평야에 있다. 이곳을 발굴한 앨리스테어 킬릭(Alistair Killick)은 이곳의 추정 시기를 2세기 초로 잡았던 것에 반면에 S. 토머스 파커는 3세기 말에서 4세기 초로 추정했다.
군단 주둔지가 1994년 이래로 S. 토머스 파커가 발굴을 진행하던, 아일라(오늘날 아카바)에 있었을 수 있다. 아일라는 해상 교통의 중심지였던 아카바만의 북쪽 끝에 있었다. 일부 육상 무역로가 이곳을 지나기도 하였다. 원래는 예루살렘에 배치됐던 프레텐시스 제10군단이 트라이아나 노바 가도의 종점인 이곳으로 옮겨졌다. 현재 시점에, 석제로 된 막벽과 돌출된 감시탑이 확인되었으며, 그렇지만 이 시설들이 아일라의 도시 외벽인지 아니면 군단 요새의 일부인지는 불확실하다. 이러한 증거물들은 이 요새가 4세기 말에서 5세기 초에 건설되었음을 나타낸다.
병역들이 6세기 초에 리메스 아라비쿠스에서 점차 철수하였고 토착 아랍인, 그중에서도 주로 가산인들로 된 포이데라티로 대체되었다. 무슬림들의 아랍 정복 이후, 리메스 아라비쿠스는 일부는 이후 몇 세기 동안에도 사용되고 보강되기도 했으나, 대부분이 사라졌다.

## 같이 보기
- 스트라타 디오클레티아나
- 아라비아 페트라이아
- 트라이아나 노바 가도
- 사산조 페르시아의 방어선
- Walls-of-the-Ruler

## 참고 문헌
- Gichon, Mordechai (1991). 〈When And Why Did The Romans Commence The Defence of Southern Palestine〉.   Maxfield, V.A.; Dobson, M. J. 《Roman Frontier Studies 1989 – Proceedings of the XVth International Congress of Roman Frontier Studies》. Exeter: University of Exeter Press. 318–325쪽.
- Graf, D. The Via Militaris and the Limes Arabicus in "Roman Frontier Studies 1995": Proceedings of the XVIth International Congress of Roman Frontier Studies, ed. W. Groenman-van Waateringe, B. L. van Beek, W. J. H. Willems, and S. L. Wynia. Oxbow Monograph 91. Oxford: Oxbow Books.
- Gregory, Shelagh, Kennedy, David and Stein, Aurel, Sir Aurel Stein's Limes Report: Part 1 & 2 (British Archaeological Reports (BAR), 1985)
- Gregory, S. Was There an Eastern Origin for the Design of Late Roman Fortifications?: Some Problems for Research on Forts of Rome's Eastern Frontier in "The Roman Army in the East", ed. D. L. Kennedy. Journal of Roman Archaeology Supplementary Series, 18. Ann Arbor, MI: Journal of Roman Archaeology.
- Isaac, B. The Limits of Empire: The Roman Army in the East Clarendon Press. Oxford, 1990.
- Parker, S.T. (1986). 《Romans and Saracens: A History of the Arabian Frontier》. American Schools of Oriental Research.
- Parker, S. The Roman Frontier in Central Jordan Interim Report on the Limes Arabicus Project, 1980–1985. BAR International Series, 340. British Archaeological Reports. Oxford, 1987
- Young, Gary K. Rome's Eastern Trade: International commerce and imperial policy, 31 BC – AD 305 Routledge. London, 2001
- Welsby, D. Qasr al-Uwainid and Da'ajaniya: Two Roman Military Sites in Jordan Levant 30: 195–8. Oxford, 1990